# Siles
Siles is een gemeente in de Spaanse provincie Jaén in de regio Andalusië met een oppervlakte van 178 km². Siles telt 2.336 inwoners (1 januari 2016).

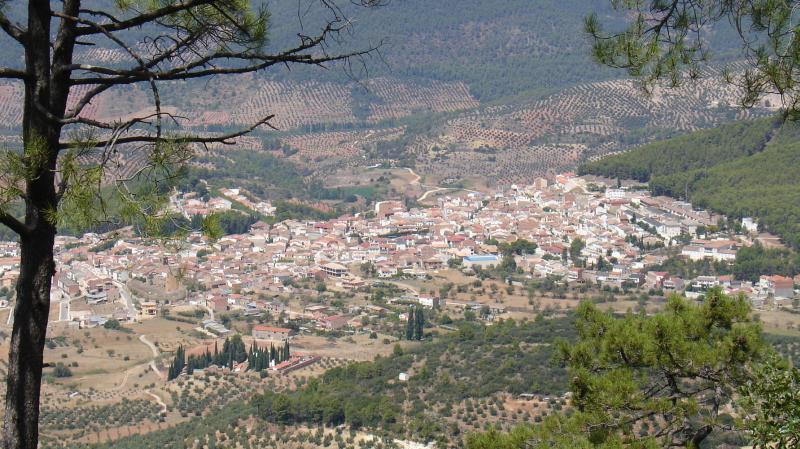
Siles
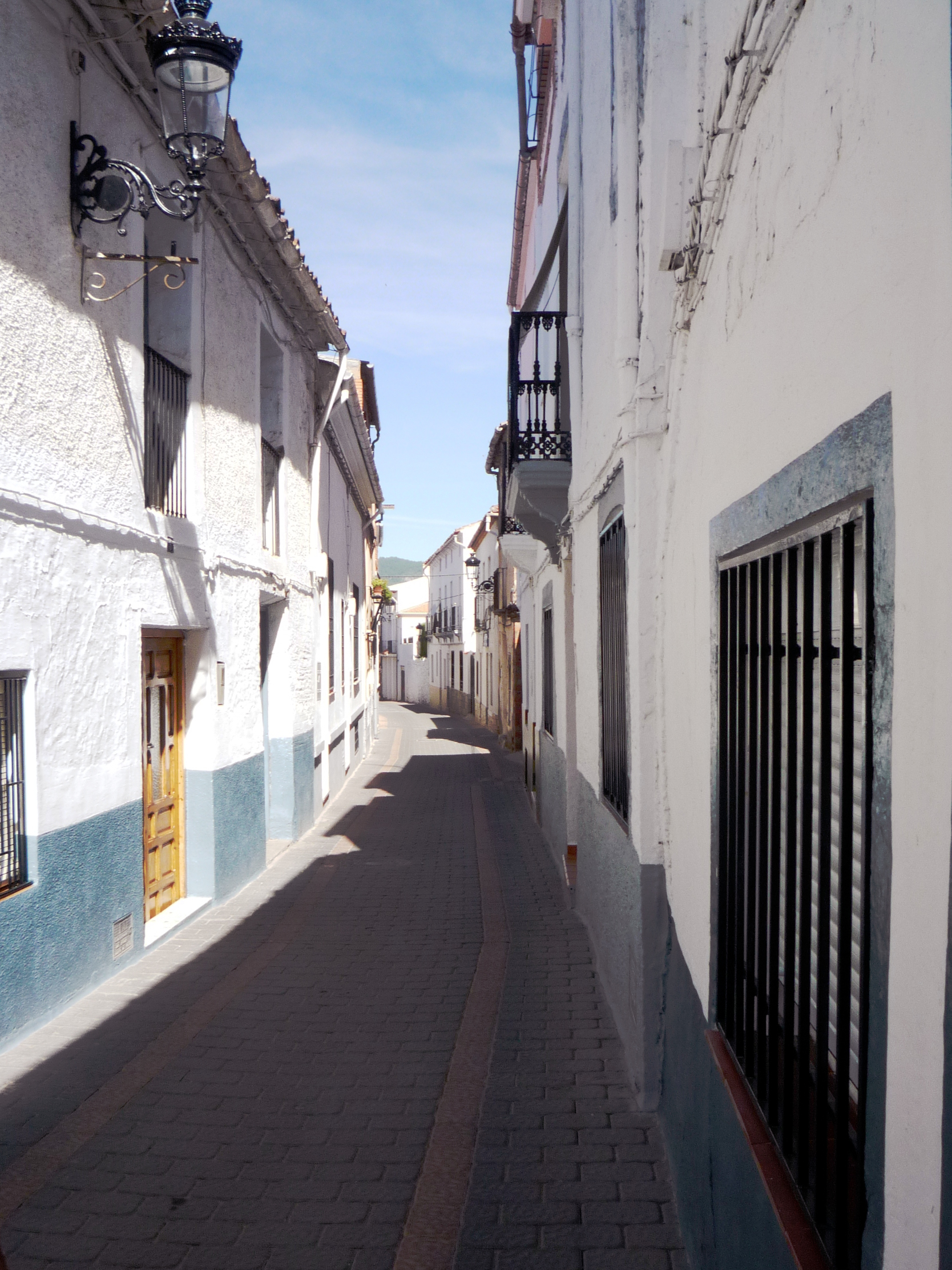
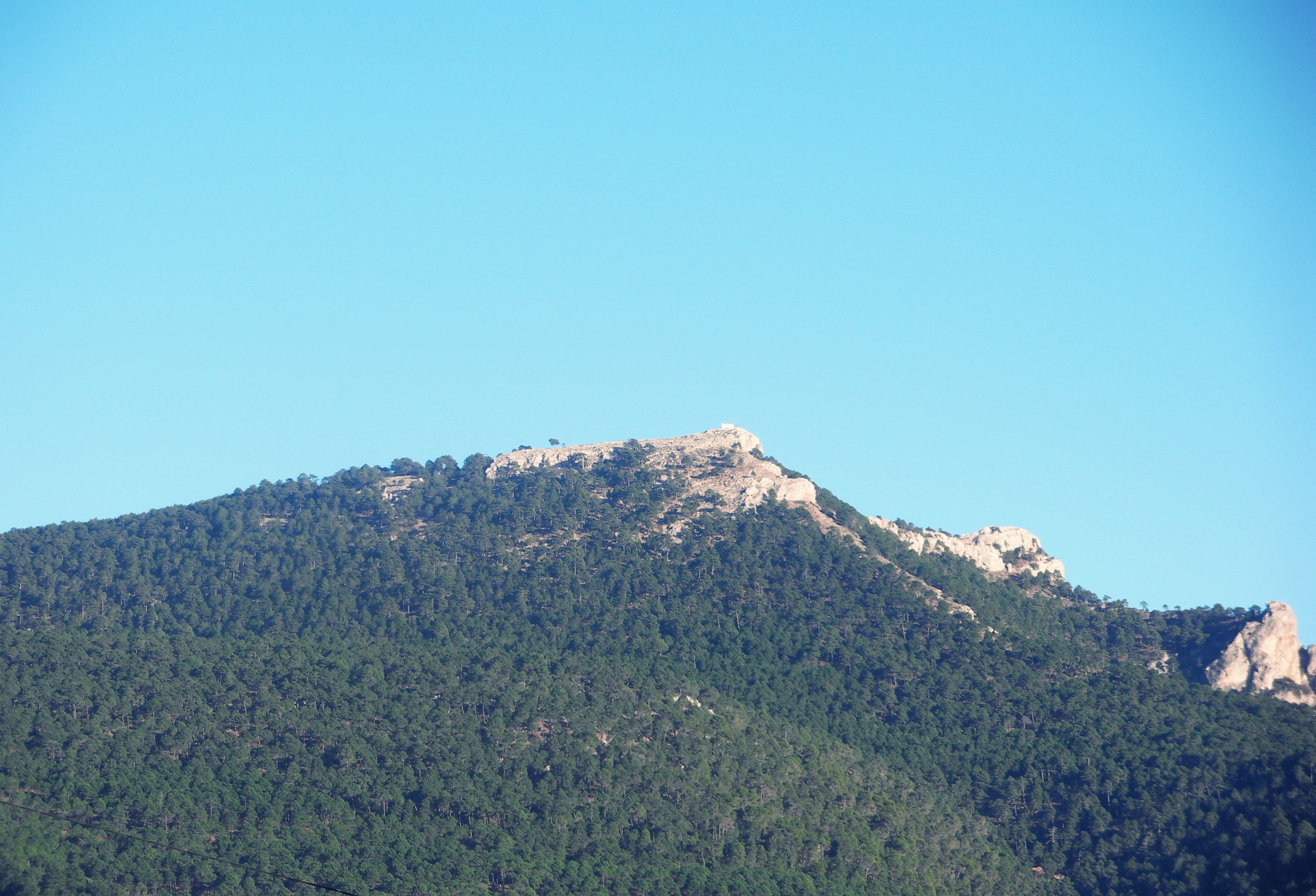